# أدهم أحمد صالح
أدهم أحمد صالح هو مصارع هاوي مصري، ولد في 27 يونيو 1993.

## وصلات خارجية
- أدهم أحمد صالح على موقع قاعدة بيانات المصارعة الدولية (الإنجليزية)
- أدهم أحمد صالح على موقع أوليمبيديا (الإنجليزية)